# Osiny
Osiny [pronunciación en polaco: /ɔˈɕinɨ/] es un pueblo en el distrito administrativo de Gmina Dmosin, dentro del Distrito de Brzeziny, Voivodato de Łódź, en Polonia central. Se encuentra aproximadamente 2 kilómetros al noroeste de Dmosin, 16 kilómetros al norte de Brzeziny, y 26 kilómetros al noreste de la capital regional, Łódź.